# Ctenuchidia pectinata
Ctenuchidia pectinata là một loài bướm đêm thuộc phân họ Arctiinae, họ Erebidae.